# Demetrio Túpac Yupanqui
Demetrio Túpac Yupanqui Martínez (en quechua, Limitryu  Túpaq Yupanki; San Jerónimo, Cuzco, 22 de diciembre de 1923 - Lima, 3 de mayo de 2018) fue periodista, escritor, activista y profesor de lengua quechua (en su variedad del quechua sureño), traductor de castellano a quechua peruano.

## Biografía
A los catorce años ingresó en el Seminario de San Antonio Abad del Cuzco, en donde estudió teología, humanidades, filosofía, latín y griego; también aprendió a aplicar la lingüística al idioma hablado por su familia, el quechua. Finalmente, no se ordenó sacerdote. Fue a Lima, en donde estudió Filosofía en la Pontificia Universidad Católica del Perú, y luego Derecho en la Universidad Nacional Mayor de San Marcos. Trabajó en el diario La Prensa, y comenzó a dar clases de quechua. En 1955 participó en una expedición etnológica de Óscar Núñez del Prado Castro a la comunidad quechua de Q'ero. Posteriormente, abrió su propia academia, Yachay Wasi. También impartió clases en Estados Unidos.
En noviembre de 2005, se publicó su publicó su traducción al quechua de Don Quijote de la Mancha, con el título de Yachay sapa wiraqucha dun Qvixote Manchamantan.
En 2008, su obra El curso quechua fue traducida al ruso por A. Skromnitsky.
Recibió formación básica en un monasterio, al igual que su ilustre ascendiente, el Inca Túpac Yupanqui. Aprendió su lengua materna, el quechua Cusco-Collao, de su madre. Tenía la convicción de que "el quechua ha sido perseguido no solo por los hispanistas, sino por los mismos nativos que creen que hablando castellano superan su situación. Y no es así".
El distinguido maestro falleció el 3 de mayo de 2018 en Lima dejando un importante legado como difusor de la cultura andina y, especialmente, del quechua.